# Maatkara Mutemhat
Maatkara Mutemhat, cuyo nombre significa "El Orden es el poder creador de la Luz Divina", fue una princesa egipcia y Divina Adoratriz de Amón durante la XXI Dinastía del Antiguo Egipto.

## Biografía
| nTr | dwA · t | ra | mAat | kA |

| nTr | dwA · t | ra | mAat | kA |

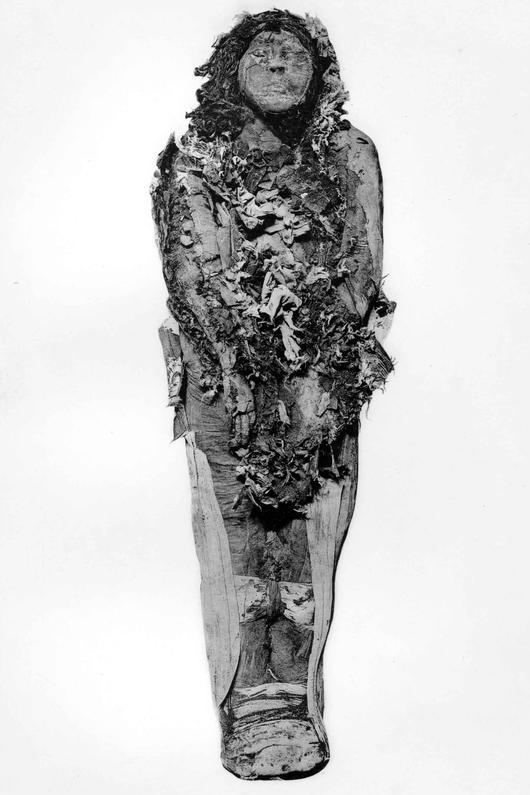
Momia de Maatkara, encontrada en el escondrijo DB320 de Deir el-Bahari

Maatkara fue hija del primer Profeta de Amon Pinedyem I (que controlaba de facto el Alto Egipto durante el reinado nominal de Esmendes) y de Henuttaui, probablemente hija de Ramsés XI, último soberano de la XX dinastía.
Recibió el título de Divina Esposa de Amón durante el reinado de su padre y fue la primera entre las Divinas Esposas en adoptar un praenomen, hasta entonces prerrogativa faraónica.
De ella se conservan algunas representaciones: es mostrada niña en el Templo de Luxor junto con dos hermanas, y también como sacerdotisa sobre la fachada del templo de Khonsu en Karnak.
Tuvo varios hermanos que ejercieron los más elevados cargos: el futuro soberano de la XXI dinastía Psusenes I y luego otros dos (quizás tres) hermanos que fueron Primeros Profetas de Amón sucesivamente: Masaharta, quizás Djedkhonsuefankh y Menjeperra.
Fue sucedida por Henuttawy, hija de su hermano Menjeperra.
No se conoce el lugar original de su sepultura; el precioso sarcófago de Maatkara conteniendo su momia fue descubierto junto con otros 13 durante las excavaciones del Servicio de Antigüedades en 1881 en el caché o escondrijo de Deir el-Bahari, en la tumba consignada como DB320 donde una sala entera fue reservada a la familia de Menjeperra.
El sarcófago antropomorfo en madera de cedro y acacia está pintado y cubierto con pan de oro y la difunta es mostrada con el rostro ancho y sereno, ojos almendrados y peluca azul.
El descubrimiento dentro del sarcófago de una pequeña momia dedujo erróneamente que Maatkara hubiera muerto de parto, rompiendo el voto de castidad hecho al dios Amón; solo posteriores análisis revelaron que la pequeña momia en realidad era un mono, del cual quizás Maatkara fuera dueña y cuya compañía se incluyó en la última travesía.